# Dieter Franke (Schauspieler)

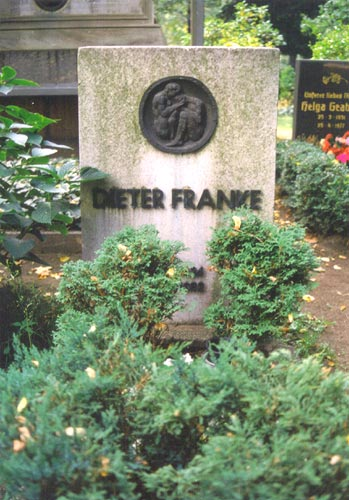
Grab von Dieter Franke

Otto Dieter Franke (* 13. Oktober 1934 in Chemnitz; † 23. Oktober 1982 in Ost-Berlin) war ein deutscher Schauspieler.

## Leben
Der Sohn eines Bühnenbildners begann seine Arbeit am Theater von Greiz, wo er zunächst als Requisiteur und Statist wirkte. Er besuchte von 1954 bis 1958 die Staatliche Schauspielschule in Berlin und erhielt anschließend ein Engagement am Städtischen Theater in Karl-Marx-Stadt.
Im Jahr 1963 kam er nach Berlin an die Volksbühne und gehörte ab 1964 zum Ensemble des Deutschen Theaters. Franke entwickelte sich hier zum markanten Bühnenschauspieler. Er verkörperte gewichtige Figuren wie Charlemagne in Der Drache, Mephisto in Faust, den Kurfürsten in Prinz Friedrich von Homburg oder den Dorfrichter Adam in Der zerbrochne Krug.
Ab 1963 lieferte Dieter Franke auch in Film und Fernsehen Proben seiner Verwandlungskunst. In zahlreichen Rollen konnte er sowohl dämonisch-komische (Teufel in Wer reißt denn gleich vor’m Teufel aus, 1977; Titelrolle in Gevatter Tod, 1980; beide TV) als auch der Alltagswelt entnommene Figuren (Krankenfahrer Adam Kowalski in Mein lieber Robinson, 1971, Brigadier Kotbuß in Dach überm Kopf, 1980) darstellen. Insgesamt wirkte er als Schauspieler vor der Kamera von 1958 bis 1982 in mehr als 70 Film-und-Fernsehproduktionen mit.
Franke war auch gelegentlich als Synchronsprecher aktiv.
Franke, der schon länger an einer schweren Krankheit litt, ohne dass er sich dies anmerken ließ, musste sich im Jahr 1982 von den Dreharbeiten zum Film Automärchen, in dem er die Hauptrolle spielen sollte, zurückziehen. Franke war geschieden und wohnte zuletzt in der Leipziger Straße 55 in Ost-Berlin. Franke starb am 23. Oktober 1982 um 18:10 Uhr im Alter von 48 Jahren. Seine Grabstätte befindet sich auf dem Französischen Friedhof in Berlin.

## Filmografie (Auswahl)
- 1958: Im 6. Stock
- 1959: Die Streiche des Scapins
- 1962: Kidnapper
- 1962: Vor Sonnenuntergang
- 1963: Verliebt und vorbestraft
- 1963: Ein Mann und sein Schatten
- 1963: Der andere neben dir (2. Teil)
- 1963: Drei Kriege (Teil 1: Tauroggen)
- 1963: Was ihr wollt
- 1964: Die Abenteuer des Werner Holt
- 1965: Dr. Schlüter
- 1966: Die Perser
- 1967: Kleiner Mann – was nun? (TV-Zweiteiler)
- 1968: Der Streit um den Sergeanten Grischa (TV-Zweiteiler)
- 1970: Jeder stirbt für sich allein (TV-Dreiteiler)
- 1970: Mein lieber Robinson
- 1971: Anlauf
- 1971: Männer ohne Bart
- 1971: Zwischen Freitag und Morgen
- 1971: Die Unbequeme
- 1972: Laut und leise ist die Liebe
- 1973: Das zweite Leben des Friedrich Wilhelm Georg Platow
- 1974: Heiße Spuren
- 1974: Rückkehr als Toter
- 1974: … verdammt, ich bin erwachsen
- 1974: Der nackte Mann auf dem Sportplatz
- 1974: Johannes Kepler
- 1974: Looping
- 1975: Kriminalfälle ohne Beispiel: Mord im Märkischen Viertel (Fernsehreihe)
- 1975: Blumen für den Mann im Mond
- 1975: Bankett für Achilles
- 1975: Bin ich Moses? (TV-Zweiteiler)
- 1975: Juno und der Pfau (Theateraufzeichnung)
- 1976: Ein altes Modell
- 1976: Leben und Tod Richard III. (Theateraufzeichnung)
- 1977: Wer reißt denn gleich vor’m Teufel aus
- 1977: Camping-Camping
- 1978: Der Meisterdieb
- 1978: Eine Handvoll Hoffnung
- 1978: Der gepuderte Mann im bunten Rock
- 1978: Achillesferse
- 1979: P.S.
- 1980: Puppen für die Nacht
- 1980: Gevatter Tod
- 1980: Dach überm Kopf
- 1980: Levins Mühle
- 1981: Suturp – Eine Liebesgeschichte
- 1981: Ein Tag aus Goethes Kindheit
- 1982: Der lange Ritt zur Schule
- 1982: Märkische Forschungen
- 1982: Generalprobe

## Theater
- 1963: Lope de Vega: Ritter vom Mirakel (Diener Camillo) – Regie: Fritz Bennewitz (Volksbühne Berlin)
- 1965: Jewgeni Schwarz: Der Drache (Charlemagne, Archivar) – Regie: Benno Besson (Deutsches Theater Berlin)
- 1965: Seán O’Casey: Der Mond scheint auf Kylenamoe (Eisenbahnschaffner) – Regie: Adolf Dresen (Deutsches Theater Berlin – Kammerspiele)
- 1965: Seán O’Casey: Halle der Heilung (Wärter) – Regie: Adolf Dresen (Deutsches Theater Berlin – Kammerspiele)
- 1965: Seán O’Casey: Ein Pfund abheben (Sammy) – Regie: Adolf Dresen (Deutsches Theater Berlin – Kammerspiele)
- 1967: Horst Salomon: Ein Lorbaß – Regie: Benno Besson (Deutsches Theater Berlin)
- 1968: Johann Wolfgang von Goethe: Faust. Der Tragödie erster Teil (Mephisto) – Regie Wolfgang Heinz/Adolf Dresen (Deutsches Theater Berlin)
- 1968: Hermann Kant: Die Aula – Regie: Uta Birnbaum (Deutsches Theater Berlin)
- 1968: Ariano Suassuna: Das Testament eines Hundes (Grilo) – Regie: Friedo Solter (Deutsches Theater Berlin)
- 1969: Werner Heiduczek: Die Marulas (Fox, 1. Sekretär der Bezirksleitung) – Regie: Dieter Mann (Deutsches Theater Berlin)
- 1970: Claus Hammel: Le Faiseur oder Warten auf Godeau (Mercadet) – Regie: Hans Bunge/Heinz-Uwe Haus/Hans-Georg Simmgen (Deutsches Theater Berlin)
- 1970: Hans Magnus Enzensberger: Das Verhör von Habana (Carlos Rafael Rodriguez) – Regie: Manfred Wekwerth (Deutsches Theater Berlin)
- 1970: Helmut Baierl: Der lange Weg zu Lenin (Kommissar) – Regie: Adolf Dresen (Deutsches Theater Berlin – Kammerspiele)
- 1971: Friedrich Schiller: Der Parasit (La Roche) – Regie:Herwart Grosse (Deutsches Theater Berlin – Kleine Komödie)
- 1972: William Shakespeare: Leben und Tod Richard des Dritten (Mörder) – Regie: Manfred Wekwerth (Deutsches Theater Berlin)
- 1974: Wiktor Rosow: Vom Abend bis zum Mittag (Kim) – Regie: Christoph Schroth (Deutsches Theater Berlin – Kammerspiele)
- 1975: Heinrich von Kleist: Der zerbrochne Krug (Dorfrichter Adam) – Regie: Adolf Dresen (Deutsches Theater Berlin)
- 1975: Heinrich von Kleist: Prinz Friedrich von Homburg oder die Schlacht bei Fehrbellin (Kurfürst) – Regie: Adolf Dresen (Deutsches Theater Berlin)
- 1976: Wassili Schukschin: Der Standpunkt (Brautvater) – Regie: Wolfgang Heinz (Deutsches Theater Berlin)
- 1976: Wassili Schukschin: Tüchtige Leute (Glatzkopf) – Regie: Wolfgang Heinz (Deutsches Theater Berlin)
- 1978: Heinz Kahlau/Reiner Bredemeyer: Die Galoschenoper (Macheath) – Regie: Friedo Solter (Deutsches Theater Berlin)
- 1978: Bertolt Brecht: Mutter Courage und ihre Kinder (Feldprediger) – Regie: Peter Kupke (Berliner Ensemble)

## Hörspiele
- 1967: Horst Girra: Brennpunkt Autowolf (Pförtner) – Regie: Joachim Gürtner (Kriminalhörspiel – Rundfunk der DDR)
- 1967: Gerhard Stübe: John Reed. Dramatische Chronik in drei Teilen (William Haywood) – Regie: Fritz Göhler (Hörspiel – Rundfunk der DDR)
- 1968: Vito Blasi/Anna-Luisa Meneghini: Eiertanz (Bootsmann) – Regie: Hans Knötzsch (Hörspiel – Rundfunk der DDR)
- 1969: Wilfried Schilling: Kellergespräche (Kurt) – Regie: Joachim Staritz (Hörspiel – Rundfunk der DDR)
- 1969: Peter Hacks nach Aristophanes: Der Frieden (2. Sklave) – Regie: Wolf-Dieter Panse (Hörspiel – Rundfunk der DDR)
- 1970: Autorenkollektiv: Gespräche an einem langen Tag – Regie: Detlef Kurzweg (Hörspiel – Rundfunk der DDR)
- 1971: Heinrich Mann: Die Vollendung des Königs Henri Quatre – Regie: Fritz Göhler (Hörspiel – Rundfunk der DDR)
- 1972: Brüder Grimm: Das blaue Licht (Männchen) – Regie: Dieter Scharfenberg (Kinderhörspiel – Litera)
- 1972: Brüder Grimm: Tischlein deck dich (Meister) – Regie: Dieter Scharfenberg (Kinderhörspiel – Litera)
- 1972: Samuil Marschak: Das Tierhäuschen (Igel) – Wortregie: Jürgen Schmidt (Kinderhörspiel – Litera)
- 1973: Nikolai Ostrowski: Pawels Lehrjahre (Fjodor Shuchrai) – Regie: Andreas Scheinert (Hörspiel – Litera)
- 1976: Alexei Tolstoi: Burattino (Carabas Barabas) – Regie: Dieter Scharfenberg (Kinderhörspiel – Litera)
- 1982: Peter Hacks: Das Turmverlies – Geschichten von Henriette und Onkel Titus (Herr Potschka) – Regie: Fritz Göhler (Kinderhörspiel – Litera)

## Auszeichnungen
- 1978: Nationalpreis der DDR III. Klasse
- 1982: Darstellerpreis beim 2. Nationalen Spielfilmfestival der DDR für seine Rolle in Dach überm Kopf